# Marcilly-Ogny
Marcilly-Ogny is een gemeente in het Franse departement Côte-d'Or (regio Bourgogne-Franche-Comté) en telt 189 inwoners (1999). De plaats maakt deel uit van het arrondissement Beaune.

## Geografie
De oppervlakte van Marcilly-Ogny bedraagt 17,3 km², de bevolkingsdichtheid is 10,9 inwoners per km².
De onderstaande kaart toont de ligging van Marcilly-Ogny met de belangrijkste infrastructuur en aangrenzende gemeenten.

## Demografie
Onderstaande figuur toont het verloop van het inwonertal (bron: INSEE-tellingen).